# Celtiane
La 'Celtiane' est une variété de pomme de terre créée en France et mise sur le marché en 2008.
Elle a été inscrite le 8 mai 2008 au catalogue national des variétés, liste A et simultanément au catalogue européen des variétés végétales.
En Suisse, où elle est inscrite depuis 2010 sur la liste suisse des variétés de pommes de terre (qui compte seulement 31 variétés recommandées), elle est vendue sous le nom de « Princesse Celtiane ».
La marque « Celtiane » a été déposée par Pierre Billant le 10 décembre 2007 auprès de l'Institut national de la propriété industrielle (INPI) pour une durée de dix ans dans la classe 31 (produits agricoles).

## Caractéristiques
Les tubercules, de forme allongée, à peau très fine jaune clair et à chair jaune clair à jaune pâle, aux yeux très superficiels, sont majoritairement de taille moyenne (calibre 28 - 45 mm). 
La plante est de taille moyenne, à port dressé à mi-dressé. Le feuillage vert foncé est brillant. Les fleurs sont très rares.

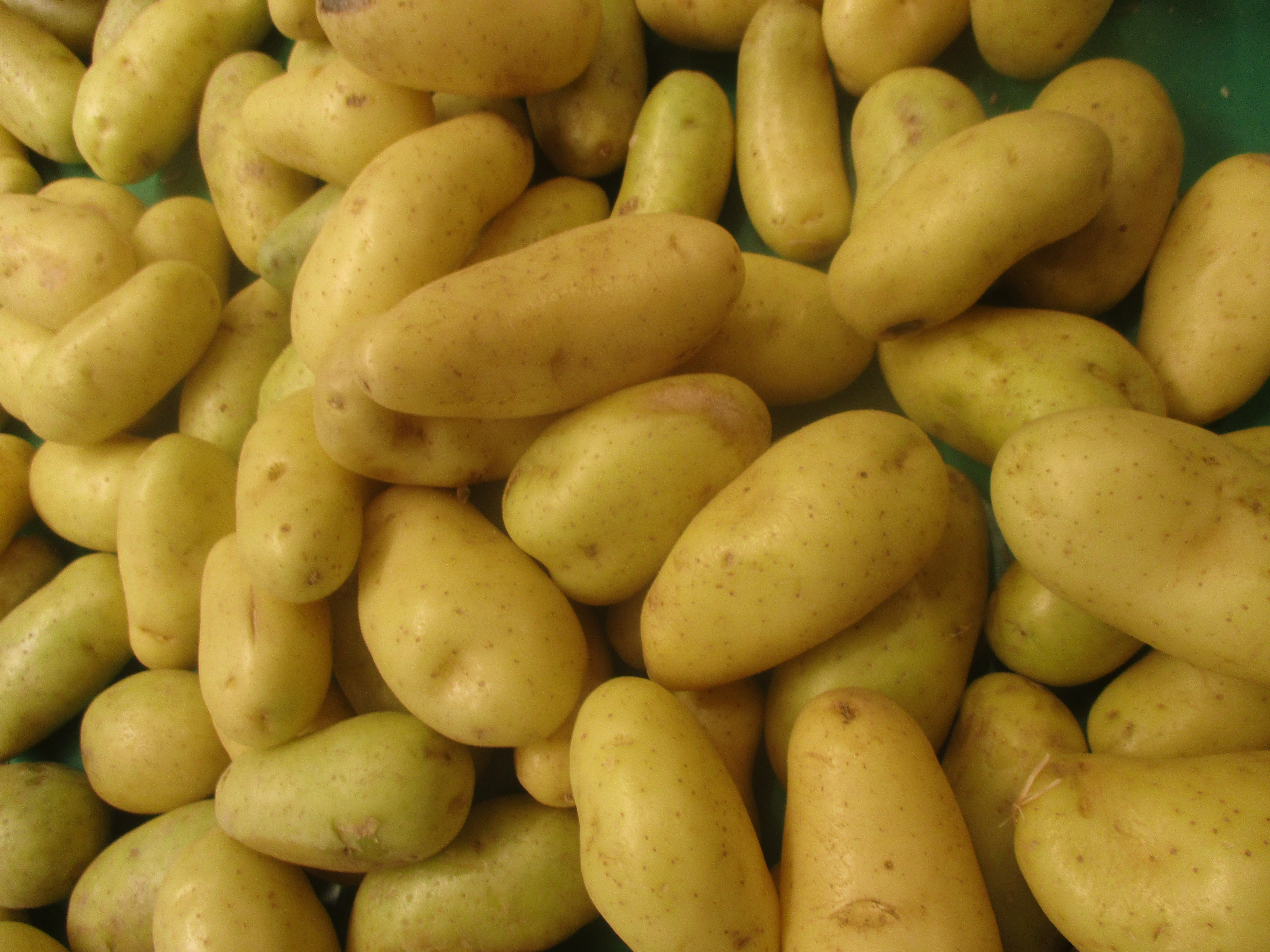
Pommes de terre Celtiane.

## Origine génétique
Cette variété est une coobtention de Bretagne-Plants et de Pierre Billant, agriculteur à Saint-Urbain (Finistère) , qui a été créée à la station expérimentale de Kerloï (commune de Ploudaniel, Finistère) de Bretagne Plants. 
Elle est issue d'un croisement entre les variétés 'Amandine' et 'Eden', héritant des qualités culinaire de la première et de la productivité de la seconde.

### Pedigree
Selon Potato pedigree database :
| 'Mariana' Clause/Unicopa (France, 1982) | 'Mariana' Clause/Unicopa (France, 1982) | 'Mariana' Clause/Unicopa (France, 1982) | 'Mariana' Clause/Unicopa (France, 1982) | 'Mariana' Clause/Unicopa (France, 1982)  | 'Mariana' Clause/Unicopa (France, 1982)  |                                          |                                          | 'Charlotte' Clause/Unicopa (France, 1981) | 'Charlotte' Clause/Unicopa (France, 1981) | 'Charlotte' Clause/Unicopa (France, 1981) | 'Charlotte' Clause/Unicopa (France, 1981) | 'Charlotte' Clause/Unicopa (France, 1981) | 'Charlotte' Clause/Unicopa (France, 1981) |            |  |  |  |  |  | 'Eole' Bretagne-Plants (France, 1995) | 'Eole' Bretagne-Plants (France, 1995) | 'Eole' Bretagne-Plants (France, 1995) | 'Eole' Bretagne-Plants (France, 1995) | 'Eole' Bretagne-Plants (France, 1995) | 'Eole' Bretagne-Plants (France, 1995) |                                       |                                       | 'Pentland Dell' Scottish Plant Breeeding Station (Royaume-Uni, 1961) | 'Pentland Dell' Scottish Plant Breeeding Station (Royaume-Uni, 1961) | 'Pentland Dell' Scottish Plant Breeeding Station (Royaume-Uni, 1961) | 'Pentland Dell' Scottish Plant Breeeding Station (Royaume-Uni, 1961) | 'Pentland Dell' Scottish Plant Breeeding Station (Royaume-Uni, 1961) | 'Pentland Dell' Scottish Plant Breeeding Station (Royaume-Uni, 1961) |  |  |  |  |  |  |  |  |  |  |  |  |  |  |  |  |  |  |  |  |  |  |  |  |  |  |
| 'Mariana' Clause/Unicopa (France, 1982) | 'Mariana' Clause/Unicopa (France, 1982) | 'Mariana' Clause/Unicopa (France, 1982) | 'Mariana' Clause/Unicopa (France, 1982) | 'Mariana' Clause/Unicopa (France, 1982)  | 'Mariana' Clause/Unicopa (France, 1982)  |                                          |                                          | 'Charlotte' Clause/Unicopa (France, 1981) | 'Charlotte' Clause/Unicopa (France, 1981) | 'Charlotte' Clause/Unicopa (France, 1981) | 'Charlotte' Clause/Unicopa (France, 1981) | 'Charlotte' Clause/Unicopa (France, 1981) | 'Charlotte' Clause/Unicopa (France, 1981) |            |  |  |  |  |  | 'Eole' Bretagne-Plants (France, 1995) | 'Eole' Bretagne-Plants (France, 1995) | 'Eole' Bretagne-Plants (France, 1995) | 'Eole' Bretagne-Plants (France, 1995) | 'Eole' Bretagne-Plants (France, 1995) | 'Eole' Bretagne-Plants (France, 1995) |                                       |                                       | 'Pentland Dell' Scottish Plant Breeeding Station (Royaume-Uni, 1961) | 'Pentland Dell' Scottish Plant Breeeding Station (Royaume-Uni, 1961) | 'Pentland Dell' Scottish Plant Breeeding Station (Royaume-Uni, 1961) | 'Pentland Dell' Scottish Plant Breeeding Station (Royaume-Uni, 1961) | 'Pentland Dell' Scottish Plant Breeeding Station (Royaume-Uni, 1961) | 'Pentland Dell' Scottish Plant Breeeding Station (Royaume-Uni, 1961) |  |  |  |  |  |  |  |  |  |  |  |  |  |  |  |  |  |  |  |  |  |  |  |  |  |  |
|                                         |                                         |                                         |                                         |                                          |                                          |                                          |                                          |                                           |                                           |                                           |                                           |                                           |                                           |            |  |  |  |  |  |                                       |                                       |                                       |                                       |                                       |                                       |                                       |                                       |                                                                      |                                                                      |                                                                      |                                                                      |                                                                      |                                                                      |  |  |  |  |  |  |  |  |  |  |  |  |  |  |  |  |  |  |  |  |  |  |  |  |  |  |
|                                         |                                         |                                         |                                         | 'Amandine' Clause/Unicopa (France, 1994) | 'Amandine' Clause/Unicopa (France, 1994) | 'Amandine' Clause/Unicopa (France, 1994) | 'Amandine' Clause/Unicopa (France, 1994) | 'Amandine' Clause/Unicopa (France, 1994)  | 'Amandine' Clause/Unicopa (France, 1994)  |                                           |                                           |                                           |                                           |            |  |  |  |  |  |                                       |                                       |                                       |                                       | 'Eden' Bretagne-Plants (France, 2000) | 'Eden' Bretagne-Plants (France, 2000) | 'Eden' Bretagne-Plants (France, 2000) | 'Eden' Bretagne-Plants (France, 2000) | 'Eden' Bretagne-Plants (France, 2000)                                | 'Eden' Bretagne-Plants (France, 2000)                                |                                                                      |                                                                      |                                                                      |                                                                      |  |  |  |  |  |  |  |  |  |  |  |  |  |  |  |  |  |  |  |  |  |  |  |  |  |  |
|                                         |                                         |                                         |                                         | 'Amandine' Clause/Unicopa (France, 1994) | 'Amandine' Clause/Unicopa (France, 1994) | 'Amandine' Clause/Unicopa (France, 1994) | 'Amandine' Clause/Unicopa (France, 1994) | 'Amandine' Clause/Unicopa (France, 1994)  | 'Amandine' Clause/Unicopa (France, 1994)  |                                           |                                           |                                           |                                           |            |  |  |  |  |  |                                       |                                       |                                       |                                       | 'Eden' Bretagne-Plants (France, 2000) | 'Eden' Bretagne-Plants (France, 2000) | 'Eden' Bretagne-Plants (France, 2000) | 'Eden' Bretagne-Plants (France, 2000) | 'Eden' Bretagne-Plants (France, 2000)                                | 'Eden' Bretagne-Plants (France, 2000)                                |                                                                      |                                                                      |                                                                      |                                                                      |  |  |  |  |  |  |  |  |  |  |  |  |  |  |  |  |  |  |  |  |  |  |  |  |  |  |
|                                         |                                         |                                         |                                         |                                          |                                          |                                          |                                          |                                           |                                           |                                           |                                           |                                           |                                           |            |  |  |  |  |  |                                       |                                       |                                       |                                       |                                       |                                       |                                       |                                       |                                                                      |                                                                      |                                                                      |                                                                      |                                                                      |                                                                      |  |  |  |  |  |  |  |  |  |  |  |  |  |  |  |  |  |  |  |  |  |  |  |  |  |  |
|                                         |                                         |                                         |                                         |                                          |                                          |                                          |                                          |                                           |                                           |                                           |                                           |                                           |                                           | 'Celtiane' |  |  |  |  |  |                                       |                                       |                                       |                                       |                                       |                                       |                                       |                                       |                                                                      |                                                                      |                                                                      |                                                                      |                                                                      |                                                                      |  |  |  |  |  |  |  |  |  |  |  |  |  |  |  |  |  |  |  |  |  |  |  |  |  |  |